# Мартин, Дональд
Дональд Мартин (англ. Donald Martin, 8 февраля 1940, Куала-Лумпур, Федерированные Малайские Государства) — австралийский хоккеист (хоккей на траве), нападающий. Серебряный призёр летних Олимпийских игр 1968 года, бронзовый призёр летних Олимпийских игр 1964 года.

## Биография
Дональд Мартин родился 8 февраля 1940 года в малайзийском городе Куала-Лумпур.
В 1951 году переехал в Австралию, учился колледже Аквинас в Перте, в 1952—1957 годах входил в его сборную. В сезоне-1954/1955 выступал за юношескую сборную Западной Австралии, с 1960 года — за мужскую сборную. Играл за ИМКА Западной Австралии.
В 1961 году дебютировал в сборной Австралии.
В 1964 году вошёл в состав сборной Австралии по хоккею на траве на Олимпийских играх в Токио и завоевал бронзовую медаль. В матчах не участвовал.
В 1968 году вошёл в состав сборной Австралии по хоккею на траве на Олимпийских играх в Мехико и завоевал серебряную медаль. Играл на позиции нападающего, провёл 8 матчей, забил 1 мяч в ворота сборной Малайзии.
По окончании карьеры был судьёй национального уровня, старшим хоккейным селекционером Западной Австралии.

## Увековечение
23 мая 2010 года введён в Зал чемпионов хоккея Западной Австралии.